# St. Johannes Evangelist (München)

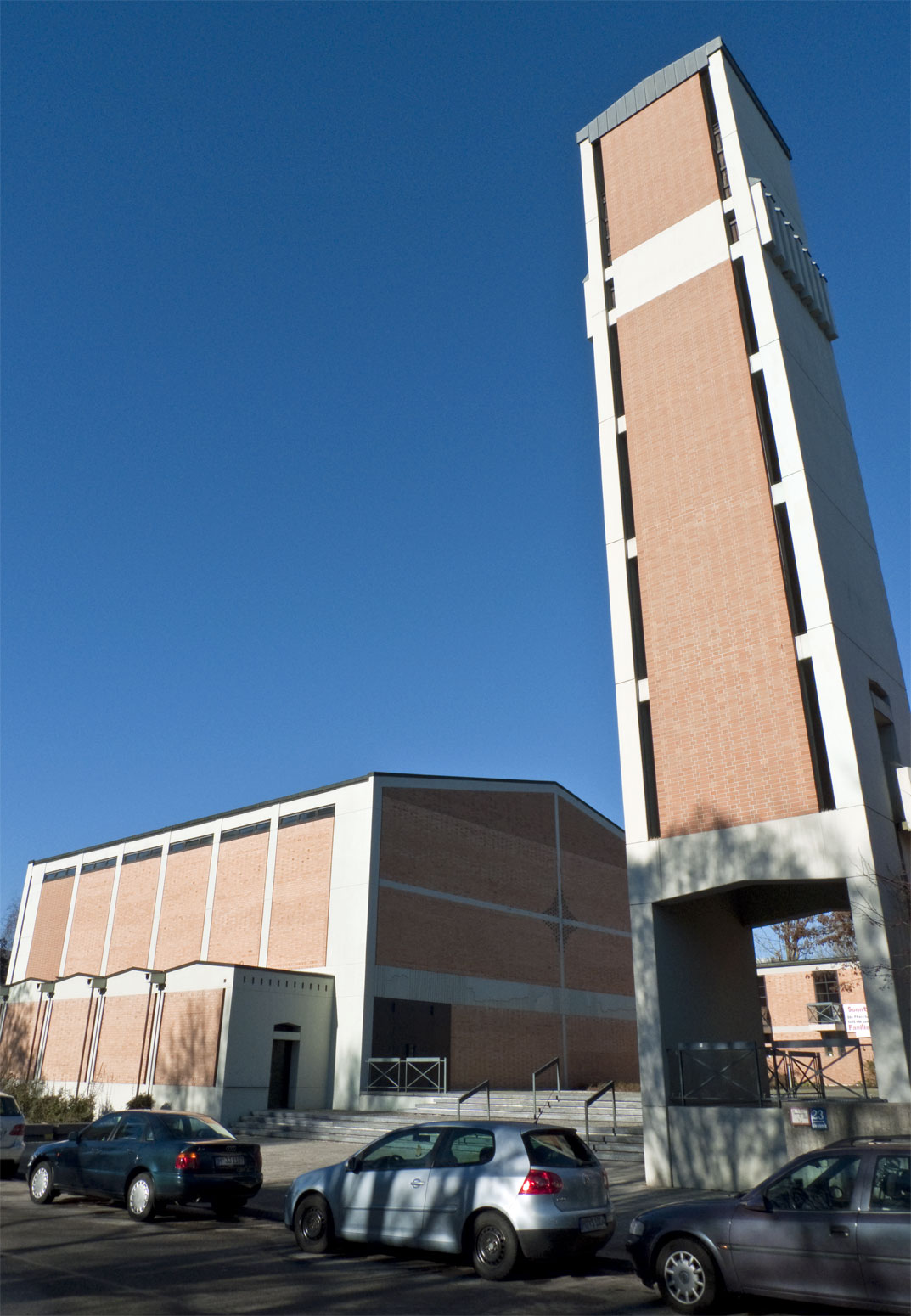
St. Johannes Evangelist

Die römisch-katholische Kirche St. Johannes Evangelist in der Gustav-Schiefer-Straße 21 im Münchner Stadtteil Siedlung am Lerchenauer See wurde 1967 bis 1968 nach Plänen von Adolf und Helga Schnierle gebaut.

## Beschreibung
Alle tragenden Bauelemente der Kirche sind in schalungsrauhem Stahlbeton gegossen, die Ausfachungen und Außenmauern in unverputztem Ziegelmauerwerk errichtet. Die Dächer sind in Kupfer gedeckt. Der Kirchenfußboden besteht aus grünem, bruchrauhem Alpenserpentin, auf dem sich in hellem, ebenfalls rau bearbeitetem Kalkstein die Altarinsel und das Sängerpodium erheben. Aus gleichem Material bestehen Altar, Taufstein und Sakramentstein, Apostelsteine und Weihwasserspender. Die Gestaltung der Monstranz stammt von Erich Horndasch. Die Orgel mit 20 Registern ist ein Werk von Wilhelm Stöberl aus dem Jahr 1974.
Im Turm hängt ein vierstimmiges Bronzegeläute der Glockengießerei Perner aus dem Jahr 1981 in Schlagtonfolge dis1 – fis1 – gis1 – h1, welches dank der Bauweise einen sehr angenehmen Klang besitzt.
Sie ist ein Ort des Kulturgeschichtspfads Feldmoching-Hasenbergl.

## Geschichte
Am 1. Januar 2003 schloss sich St. Johannes mit der Nachbarpfarrei St. Christoph zum Pfarrverband Fasanerie zusammen. Vom 20. April 2012 bis zum 31. Dezember 2017 gehörten sie zum Pfarrverband Fasanerie-Feldmoching, erweitert um die Pfarrei St. Peter und Paul Feldmoching . Seit dem 1. Januar 2018 ist sie zusammen mit den Pfarreien St. Agnes (Lerchenau) und St. Matthäus (Hasenbergl Süd) Teil des Pfarrverbands PACEM – München-Nord-Feldmoching.